# Пищелина, Валерия Игоревна
Валерия Игоревна Пищелина (бел. Валерыя Ігараўна Пішчэліна, родилась 27 февраля 1995 года в Минске) — белорусская гимнастка (художественная гимнастика), чемпионка мира 2013 года в групповом мнобогорье, чемпионка Европейских игр 2015 года в упражнении с 6 булавами и 2 обручами, чемпионка Европы 2016 года в упражнении с пятью лентами. Мастер спорта Республики Беларусь международного класса.

## Биография
Воспитанница Минской городской СДЮШОР профсоюзов по художественной гимнастике имени Л. Г. Годиевой. Первый тренер — Эльвира Покормяхо. Завоевала первые медали в сборной Беларуси в 2013 году, выиграв на чемпионате мира в Киеве турнир в групповом многоборье и завоевав серебряную медаль в упражнении с 3 мячами и 2 лентами. В 2014 году выиграла две бронзовые медали на чемпионате мира в турецком Измире (групповое многоборье и 10 булав).
В 2015 году на Европейских играх стала чемпионкой в упражнении с 6 булавами и 2 обручами, а также бронзовой призёркой в групповом многоборье. В сентябре того же года на чемпионате мира в Штутгарте заняла с командой 7-е место в групповом многоборье (34.016 балла), пройдя на Олимпийские игры в Рио-де-Жанейро. Выступала в Рио в групповом многоборье, после квалификации с командой была на 3-м месте, но в итоге оказалась на 5-м месте(в команде с ней выступали Анна Дуденкова, Мария Кадобина, Мария Котяк и Арина Цицилина). По словам Валерии, в гостиничном номере, где проживали белорусские гимнастки во время Олимпиады, бегали крысы.
В 2016 году Валерия выступила на этапах Кубка мира в итальянском Пизаро (серебряная медаль в упражнении с обручами и булавами) и в российской Казани (серебряные медали в многоборье и в упражнении с обручами и булавами). В том же году она выиграла золотую медаль чемпионата Европы в израильском Холоне в упражнении с 5 лентами, а также серебряную медаль в групповом многоборье